# Ярослав Гуревич
Ярослав Гуревич — український актор театру та кіно.

## Життєпис
Народився 4 травня 1976 року в місті Дніпропетровськ. 
Закінчив Дніпропетровську школу №73.
В 2002 році закінчив Дніпропетровський обласний театрально-художній коледж.
З 2002 року актор Київського національного театру ім. Івана Франка.
Почав зніматися з 2003 року, починав з невеликих ролей. На даний час фільмографія нараховує 54 роботи в 54 проектах.
Працював телеведучим програми «Семеро-VJ» (телекомпанія «ТЕТ»).

## Ролі в театрі
Національний академічний драматичний театр імені Івана Франка
"Грек Зорба" - Манолакос
"Джельсоміно в країні брехунів" - Джакомоне 
"Коріолан" - Воєначальник, підлеглий Авфідія  
"Моя професія - синьйор з вищого світу" - Антоніо 
"Розбитий глек" - Рупрехт
"Весілля Фігаро" - Діджей

"Комедія на руїнах" - Пфейфер, німець-колоніст 

## Фільмографія
- 2003 — Дикий табун
- 2003 — Дух земли
- 2003 — Леді Мер
- 2004 — Сорочинський ярмарок
- 2005 — Банкирши
- 2005 — Королева бензоколонки 2
- 2005 — Навіжена
- 2006 — Возвращение Мухтара-3
- 2006 — Дев‘ять життів Нестора Махно
- 2006 — П‘ять хвилин до метро
- 2006 — Диявол із Орлі. Янгол із Орлі
- 2006 — Помаранчеве небо
- 2008 — Сила тяжіння
- 2009 — Две стороны одной Анны
- 2009 — Все що ви хотіли знати про кохання…
- 2010 — Маршрут милосердия
- 2010 — Брат за брата
- 2011 — Картина крейдою
- 2011 — Ярость
- 2011 — Медовая любовь
- 2011 — Кладоискатели
- 2012 — Мамочка моя
- 2012 — Мільйонер
- 2012 — Маленька танцівниця
- 2012 — Порох и дробь
- 2012 — Ефросинья
- 2012 — Справа на двох
- 2013 — Спецзагін «Шторм»
- 2013 — Реаліті
- 2014 — Дело для двоих
- 2014 — Дворняжка Ляля
- 2014 — Брат за брата-3
- 2014 — 2016 — Свет и тень маяка
- 2016 — Бэби-бум
- 2016 — Громадянин Ніхто
- 2016 — На лінії життя
- 2016 — Слуга народу-2
- 2016 — Раненое сердце
- 2017 — Мій кращий ворог
- 2017 — Ментовські війни.Одеса
- 2017 — Пёс-2
- 2017 — Слуга народу-2. Від любові до імпічменту
- 2017 — Той, хто не спить
- 2018 — Бабка
- 2018 — Хто ти?
- 2018 — Пёс-4
- 2018 — Доглядальниця
- 2019 — Артист
- 2019 — Подвійне відображення
- 2019 — Ялинка на мільйон
- 2019 — Хлопчик мій
- 2019 — Тайсон
- 2020 — Бідна Саша
- 2020 — Тінь зірки
- 2021 — Плут